# Rischio alimentare
I rischi alimentari sono associati, a seconda della natura, a contaminazioni chimiche, biologiche e fisiche:
- volontarie ed entro certi termini consentite (ad esempio: fitosanitari e livelli di soglia)
- involontarie ed entro certi termini consentite (ad esempio: diossine in alimenti di origine animale, batteriche)
- volontarie e non consentite (ad esempio: frodi alimentari, adulterazioni e sofisticazioni)
- involontarie e non consentite (come i disastri ambientali che creano contaminazione lungo la catena alimentare, ad esempio: aflatossine in risposta al cambiamento climatico).

(Articolo 3, numeri 9 e 14, del regolamento (CE) n. 178/2002)

## Analisi del rischio alimentare
L'analisi del rischio, che di fatto si può separare solo analiticamente dalla sua gestione, si compone di varie fasi:
- Identificazione della fonte di rischio (pericolo): per stabilirne in modo qualitativo la presenza e natura, nonché la forza dell'evidenza del rischio prospettato (ad esempio: contaminanti, tossine, residui antiparassitari, ecc.). Le fonti potenziali di rischio possono essere fisiche, chimiche, biologiche.
- Caratterizzazione della fonte di rischio: la valutazione qualitativa o quantitativa degli effetti avversi che possono essere ricondotti alla esposizione alla fonte di rischio.
- Valutazione dell'esposizione: la valutazione qualitativa o quantitativa della probabilità di assunzione alimentare della fonte potenziale di rischio (fisica, chimica, biologica).
- Caratterizzazione del rischio: il processo di determinazione della stima qualitativa o quantitativa, includendo l'incertezza stimata, o la probabilità dell'evenienza e la severità del noto o potenziale effetto avverso sulla salute entro una certa popolazione, basandosi sulle fasi precedenti (identificazione della fonte di rischio, caratterizzazione della fonte di rischio, valutazione dell'esposizione).

Dal punto di vista quantitativo, il rischio è spesso stimato come una funzione della probabilità dell'accadere dell'evento avverso, e della sua severità (dimensioni dell'impatto).

## Gestione del rischio alimentare
La gestione del rischio alimentare non risponde ai criteri rigorosi di scienza, ma piuttosto di “pratica”, in cui i giudizi di valore sono necessari per determinare la sopportabilità del rischio stesso, con particolare riferimento alle categorie sociali che potrebbero risultarne più esposte. 
In tal senso, il rischio alimentare non è diverso dalle altre tipologie di rischi, e la sua gestione risponde ad una idea di allocazione ottimale dello stesso, in base alla definizione di Ulrich Beck (The Risk Society).
La corretta focalizzazione del rischio alimentare e della sua gestione prendono piede in Europa alla fine degli anni '90, con la creazione delle prime agenzie alimentari indipendenti, ed in seguito, nel 2003, con la creazione dell'Autorità europea per la sicurezza alimentare (EFSA). In precedenza l'identificazione, valutazione e gestione del rischio non erano separate (come poi richiesto dal Reg. Ce 178/2002) ma controllate dagli stessi organi istituzionali. Ciò avrebbe causato una parzialità di giudizio e la volontà di insabbiare il caso della cosiddetta mucca pazza nel Regno Unito da parte dell'allora Ministro dell'Agricoltura. 
Oltre all'identificazione dei rischi esistenti, ed eventualmente all'indicazione di documenti guida per diminuire l'esposizione agli stessi, EFSA ha istituito una Unità sui Rischi Emergenti (EMRISK) al fine di predisporre scenari futuri sulla base delle evidenze disponibili.
La gestione del rischio compete sia alla Commissione europea, sia agli Stati membri, che possono adottare le misure da loro ritenute più opportune per la tutela della salute pubblica, a patto che non vadano contro le disposizioni comunitarie (misure di salvaguardia).
La valutazione del rischio può essere svolta statisticamente o con modelli deterministici, o con modelli probabilistici. Mentre i primi utilizzano risultati in espressione numerica semplice, i secondi utilizzano risultati in forma probabilistica. Questo perché si tengono in conto le varie forme di incertezza sia nelle fonti dell'esposizione, sia negli esposti. Ciò genera una varianza di diversa entità entro sottogruppi della popolazione.  I modelli probabilistici oltre ad essere di più complessa interpretazione per i risk manager, presentano molte fonti di incertezza, solo alcune delle quali sono quantificabili. 
La gestione del rischio è marcatamente diversa in Europa, dove vige il principio di precauzione, e negli USA, dove valutatore e gestore del rischio sono riconducibili allo stesso soggetto (Food and Drug Administration), e dove vale il principio in base al quale un alimento è considerato sicuro fino a prova contraria. 
Nel mondo, per ragioni di libero commercio e di rispetto delle regole dell'OMC (Organizzazione mondiale del commercio) vigono le regole del Codex Alimentarius, organismo congiunto FAO e OMC per uniformare gli standard tecnico-scientifici nell'alimentazione. L'organo scientifico di cui si avvale il Codex è il JEFCA, che si trova così ad essere uno dei vari organismi internazionali che forniscono fondamenta scientifiche alla successiva regolazione.